# Metalimnobia (Lasiolimonia) tigripes
Metalimnobia (Lasiolimonia) tigripes is een tweevleugelige uit de familie steltmuggen (Limoniidae). De soort komt voor in het Afrotropisch gebied.